# Zaorejas
Zaorejas község Spanyolországban, Guadalajara tartományban. Zaorejas Huertahernando, Olmeda de Cobeta, Cobeta, Corduente, Fuembellida, Peñalén, Villanueva de Alcorón és Armallones községekkel határos. Lakosainak száma 115 fő (2024).

## Népesség
A település népessége az utóbbi években az alábbiak szerint változott:
| Lakosok száma | 204  | 197  | 192  | 169  | 162  | 136  | 131  | 116  | 104  | 115  |
|               | 2001 | 2004 | 2006 | 2009 | 2011 | 2014 | 2016 | 2019 | 2021 | 2024 |